# 74
Glej tudi: število 74
74 (LXXIV) je bilo navadno leto, ki se je po julijanskem koledarju začelo na soboto.

## Dogodki
- 1. januar